# Río de Riaguas
El río de Riaguas es un curso de agua del interior de la península ibérica, afluente del Riaza. Discurre por la provincia española de Segovia.

## Descripción
Tiene su origen en el terreno de los cerros del norte de Riaza. Pasa por los alrededores de localidades como Aldeanueva del Monte y Barahona del Fresno y aumenta su caudal con las aguas procedentes de los altos de Turrubuelo. Pasa cerca de Sequera y Castiltierra y en Riahuelas suma las aguas de un arroyo que baja de las colinas de Cedillo de la Torre. Poco antes de Riaguas recoge las aguas del arroyuelo de Fresno de Cantespino y Cascajares. Finalmente riega las huertas de Alconada y termina desembocando en el río Riaza a unos 400 m de Alconadilla.
Perteneciente a la cuenca hidrográfica del Duero, sus aguas terminan vertidas en el océano Atlántico.